# Arabisk gasell
Arabisk gasell (Gazella gazella) är ett slidhornsdjur som förekommer på Arabiska halvön.

## Utseende
Djuret når en kroppslängd mellan 98 och 115 cm (huvud och bål) samt en vikt mellan 16 och 29,5 kg. Hannar är ungefär 10 cm längre och något tyngre än honor. Individer som lever i öknar är oftast betydlig lättare. Svansen är 8 till 13 cm lång. Horn förekommer hos båda kön men hannarnas horn är med 22 till 29 cm längd tydlig längre än honornas horn som blir 6 till 12 cm långa.
Arten är påfallande smal med långa extremiteter och lång hals. Pälsen är på ovansidan mörkbrun och på buken, extremiteternas insida samt stjärten vit. Dessa två färger skiljs genom ett mörkare band. I ansiktet finns två vita strimmor från hornen över ögonen till nosen.

## Utbredning och habitat
Arabisk gasell hade tidigare ett stort utbredningsområde på Arabiska halvön och förekom fram till 1930-talet även på Sinaihalvön. Idag lever arten huvudsakligen i Israel, Saudiarabien, Oman, Förenade Arabemiraten och Jemen. Den introducerades dessutom på den iranska ön Farur i Persiska viken.
Habitatet utgörs främst av halvöknar och öknar, individerna vistas ibland i öppna skogar. Landskapet kännetecknas vanligen av låga klippiga bergstrakter, dessutom hittas arten i sanddyn vid kusten och på högplatå. I utbredningsområdet förekommer ibland minusgrader och ibland temperaturer upp till 45 °C.

## Ekologi

### Aktivitet och föda
Arabisk gasell är främst aktiv på morgonen och senare eftermiddagen. I regioner med många människor kan de vara aktiva på natten. Under dagens hetaste timmar vilar de vanligen. Födan utgörs oftast av gräs, örter och blad från buskar och träd. I torra områden gräver de även efter lökar och rotfrukter.

### Socialt beteende och fortplantning
Dominanta hannar lever ensam och försvarar ett revir. Honor och deras ungar samlas i tillfälliga eller permanenta grupper och unga hannar bildar ofta ungkarlsgrupper. Flocken har vanligen tre till åtta medlemmar. När två vuxna hannar träffar på varandra imponerar de vanligen för motståndaren innan individen med spensligare kroppsbyggnad ger sig av. Sällan uppstår strider med svåra sår som följd.
Beroende på utbredningsområde sträcker sig parningstiden över hela året eller över våren och försommaren. Dräktigheten varar ungefär 180 dagar och sedan föder honan vanligen ett enda ungdjur. Före födelsen lämnar honan flocken. Ungen kan redan kort efter födelsen gå men stannar vanligen några veckor i ett gömställe som bevakas av modern. Sedan följer ungen med modern till korta utflykter och cirka två månader efter födelsen är de tillbaka i flocken. Avvänjningen sker oftast efter fyra månader. Unga honor stannar oftast i moderns flock medan hannar lämnar flocken efter sex månader. Honor blir könsmogna efter 12 och hannar efter upp till 20 månader. Den första parningen sker för honor oftast under andra levnadsåret och för hannar efter tre år när de har egna revir.
Livslängden i naturen är omkring 8 år och individer i fångenskap blev upp till 13 år gamla.

## Underarter
Enligt Wilson & Reeder (2005) delas populationen i sex underarter.
- G. g. gazella
- G. g. acaiae
- G. g. cora
- G. g. darehshourii
- G. g. farasani
- G. g. muscatensis

## Status
Arabisk gasell är vanligt förekommande i flera delar av utbredningsområdet men blev sällsynt i vissa delar av regionen. IUCN uppskattar att hela beståndet minskade med 30 procent under de senaste 18 åren (tre generationer). De största hoten utgörs av illegal jakt och habitatets omvandling till jordbruksmark, samhällen och trafikleder. I områden där bara ett fåtal arabiska gaseller lever består fara för inavel. Arten listas därför som sårbar (VU).